# Nová Ves u Plzně
Nová Ves (deutsch Neudorf) ist eine Gemeinde mit 219  Einwohnern in Tschechien. Sie liegt 10 Kilometer südwestlich  des Stadtzentrums von Pilsen und gehört zum Okres Plzeň-jih. Die Katasterfläche beträgt 400 Hektar.

## Geographie
Der Ort am Stadtrand von Pilsen befindet sich in 347 m ü. M. im Pilsener Hügelland. An der östlichen Peripherie führt die Autobahn D 5/Europastraße 50 vorbei und im Westen liegt der Flugplatz Plzeň/Líně. Im Süden liegen im Radbuzatal die Anlagen des stillgelegten Steinkohlenbergwerks Grube Hugo.
Nachbarorte sind Sulkov im Norden, Valcha im Nordosten, Lhota im Osten, Dobřany im Süden, Vodní Újezd im Südwesten, Červený Újezd und Zbůch im Westen sowie Líně im Nordwesten.

## Geschichte
Die erste Erwähnung von Nová Ves erfolgte am 25. Januar 1591 im Grundregister des Klosters Chotěšov. Im Laufe des 17. Jahrhunderts wuchs das reine Bauerndorf von drei auf 22 Wirtschaften im Jahre 1670 an. Die Bewohner waren ausschließlich Deutsche.
Nach dem Fund eines Steinkohlelagers im Jahre 1870 wurde eine Zeche betrieben. Die Steinkohlengewerkschaft errichtete für ihre Arbeiter eine Wohnsiedlung. Der Bergbau veränderte auch die Bevölkerungsstruktur im Dorf, und die tschechischen Bergmannsfamilien stellten bald die Mehrheit der Einwohnerschaft. 1887 wurde die Dorfschule eröffnet.
1927 erfolgte der Bau der Dorfstraße, dabei wurde auch der morastige Teich in der Ortsmitte beseitigt. 1951 ging ein großer Teil der landwirtschaftlichen Nutzfläche an die Armee über, die westlich des Dorfes ein Militärgelände errichtete. Seit 1989 ist der Ort selbständig.

## Gemeindegliederung
Für Nová Ves sind keine Ortsteile ausgewiesen.

## Sehenswürdigkeiten
- Kapelle St. Johannes am Dorfplatz, erbaut in der ersten Hälfte des 19. Jahrhunderts